# ARFU Asian Rugby Championship 1988
Die ARFU Asian Rugby Championship 1988 war ein Wettbewerb für asiatische Nationalmannschaften in der Sportart Rugby Union. Es handelte sich um die elfte Ausgabe der vom Verband Asian Rugby Football Union (ARFU) organisierten Rugby-Union-Asienmeisterschaft. Beteiligt waren acht Mannschaften, die vom 12. bis 19. November an einem Turnier in Hongkong in zwei Gruppen gegeneinander antraten. Nach dem Finale stand Südkorea zum dritten Mal als Asienmeister fest.

## Vorrunde

### Gruppe A
|    | Land     | Spiele | Siege | Unent. | Ndlg. | Spiel- punkte | Diff. | Tabellen- punkte |
| -- | -------- | ------ | ----- | ------ | ----- | ------------- | ----- | ---------------- |
| 1. | Japan    | 3      | 3     | 0      | 0     | 210:26        | + 184 | 6                |
| 2. | Taiwan   | 3      | 2     | 0      | 1     | 137:32        | + 105 | 4                |
| 3. | Thailand | 3      | 1     | 0      | 2     | 33:143        | − 110 | 2                |
| 4. | Singapur | 3      | 0     | 0      | 3     | 6:185         | − 179 | 0                |

| 13. November 1988 | Japan | 82 : 0 | Singapur | Hong Kong Stadium, Hongkong |
| 13. November 1988 |       |        |          | Hong Kong Stadium, Hongkong |

| 13. November 1988 | Taiwan | 32 : 9 | Thailand | Hong Kong Stadium, Hongkong |
| 13. November 1988 |        |        |          | Hong Kong Stadium, Hongkong |

| 15. November 1988 | Japan | 108 : 7 | Thailand | Hong Kong Stadium, Hongkong |
| 15. November 1988 |       |         |          | Hong Kong Stadium, Hongkong |

| 15. November 1988 | Taiwan | 86 : 3 | Singapur | Hong Kong Stadium, Hongkong |
| 15. November 1988 |        |        |          | Hong Kong Stadium, Hongkong |

| 17. November 1988 | Japan | 20 : 19 | Taiwan | Hong Kong Stadium, Hongkong |
| 17. November 1988 |       |         |        | Hong Kong Stadium, Hongkong |

| 17. November 1988 | Thailand | 17 : 3 | Singapur | Hong Kong Stadium, Hongkong |
| 17. November 1988 |          |        |          | Hong Kong Stadium, Hongkong |

### Gruppe B
|    | Land      | Spiele | Siege | Unent. | Ndlg. | Spiel- punkte | Diff. | Tabellen- punkte |
| -- | --------- | ------ | ----- | ------ | ----- | ------------- | ----- | ---------------- |
| 1. | Südkorea  | 3      | 3     | 0      | 0     | 209:25        | + 184 | 6                |
| 2. | Hongkong  | 3      | 2     | 0      | 1     | 114:42        | + 72  | 4                |
| 3. | Sri Lanka | 3      | 1     | 0      | 2     | 21:119        | − 98  | 2                |
| 4. | Malaysia  | 3      | 0     | 0      | 3     | 6:164         | − 158 | 0                |

| 12. November 1988 | Südkorea | 102 : 0 | Malaysia | Hong Kong Stadium, Hongkong |
| 12. November 1988 |          |         |          | Hong Kong Stadium, Hongkong |

| 12. November 1988 | Hongkong | 45 : 3 | Malaysia | Hong Kong Stadium, Hongkong |
| 12. November 1988 |          |        |          | Hong Kong Stadium, Hongkong |

| 14. November 1988 | Südkorea | 39 : 19 | Hongkong | Hong Kong Stadium, Hongkong |
| 14. November 1988 |          |         |          | Hong Kong Stadium, Hongkong |

| 14. November 1988 | Sri Lanka | 12 : 6 | Malaysia | Hong Kong Stadium, Hongkong |
| 14. November 1988 |           |        |          | Hong Kong Stadium, Hongkong |

| 16. November 1988 | Südkorea | 68 : 6 | Sri Lanka | Hong Kong Stadium, Hongkong |
| 16. November 1988 |          |        |           | Hong Kong Stadium, Hongkong |

| 16. November 1988 | Hongkong | 50 : 0 | Malaysia | Hong Kong Stadium, Hongkong |
| 16. November 1988 |          |        |          | Hong Kong Stadium, Hongkong |

## Platzierungsspiele

### Spiel um Platz 3
| 19. November 1988 | Hongkong | 19 : 4 | Taiwan | Hong Kong Stadium, Hongkong |
| 19. November 1988 |          |        |        | Hong Kong Stadium, Hongkong |

### Finale
| 19. November 1988 17:30 HKT | Japan                                                            | 13 : 17        | Südkorea                                                 | Hong Kong Stadium, Hongkong Zuschauer: 8000 Schiedsrichter: I. Scott (Hongkong) |
| 19. November 1988 17:30 HKT | Versuche: Imakoma Yoshida Erhöhungen: Matsuo Straftritte: Matsuo | (10:6) Bericht | Versuche: Cho Yoo Kim Erhöhungen: Shin Straftritte: Shin | Hong Kong Stadium, Hongkong Zuschauer: 8000 Schiedsrichter: I. Scott (Hongkong) |